# Kurt Fearnley
Kurt Harry Fearnley OAM (Cowra, 23 de março de 1981) é um atleta paralímpico australiano que conquistou medalhas de ouro nos Jogos Paralímpicos. Fearnley terminou sua participação com medalhas de prata e bronze nos Jogos Paralímpicos do Rio de Janeiro, em 2016.